# Johann Tobias Mayer
Johann Tobias Mayer (Göttingen, 5 de maio de 1752 — Göttingen, 30 de novembro de 1830) foi um matemático e físico alemão.
Filho do astrônomo Tobias Mayer. Foi conhecido principalmente por seus livros didáticos sobre matemática e ciências naturais. Anfangsgründe der Naturlehre zum Behuf der Vorlesungen über die Experimental-Physik, um livro texto de física publicado em 1801, foi o livro mais influente de seu tempo nos países de língua alemã. Suas pesquisas sobre física e astronomia foram publicadas no Annalen der Physik.

## Vida e carreira
Nasceu em Göttingen, primeiro filho de Tobias Mayer (1723–1762) e Maria Victoria, nascida Gnüg (1723–1780). Quando Johann Tobias tinha dez anos de idade seu pai morreu, um já famoso professor de geografia, física e astronomia. Em 1769 Johann Tobias Mayer começou a estudar teologia e filosofia na então nova Universidade de Göttingen, aluno de Christian Meister e Abraham Gotthelf Kästner, e mais tarde de Georg Christoph Lichtenberg. Após o doutorado e habilitação em 1773, Mayer lecionou matemática e realizou observações no antigo Observatório de Göttingen. Em 17 de novembro de 1779 foi nominado professor da Universidade de Altdorf, onde trabalhou de 1780 a 1786. Lecionou depois matemática e física na então Universidade de Erlangen. Em 1799 sucedeu Lichtenberg como professor ordinário de física na Universidade de Göttingen. Dentre seus alunos está Enno Dirksen, que doutorou-se em 1820 sob sua orientação.